# Gunnera bolivari
Gunnera bolivari là một loài thực vật có hoa trong họ Dương nhị tiên. Loài này được J.F.Macbr. mô tả khoa học đầu tiên năm 1931.